# Svartbröstad tyrann
Svartbröstad tyrann (Taeniotriccus andrei) är en fågel i familjen tyranner inom ordningen tättingar.

## Utseende och läte
Svartbröstad tyrann är en liten flugsnapparliknande fågel med slående fjäderdräkt. Den har kastanjebrunt huvud, svart huvudtogs, svart bröstband och grå undersida. Hananr har grå rygg, honor, olivfärgad. Båda könen uppvisar gula fjäderkanter på vingpennorna. Sången som lätt förväxlas med lätet från en groda eller insekt består av en serie låga "chewp" som blandas med dubblerade "chewp-chewp".

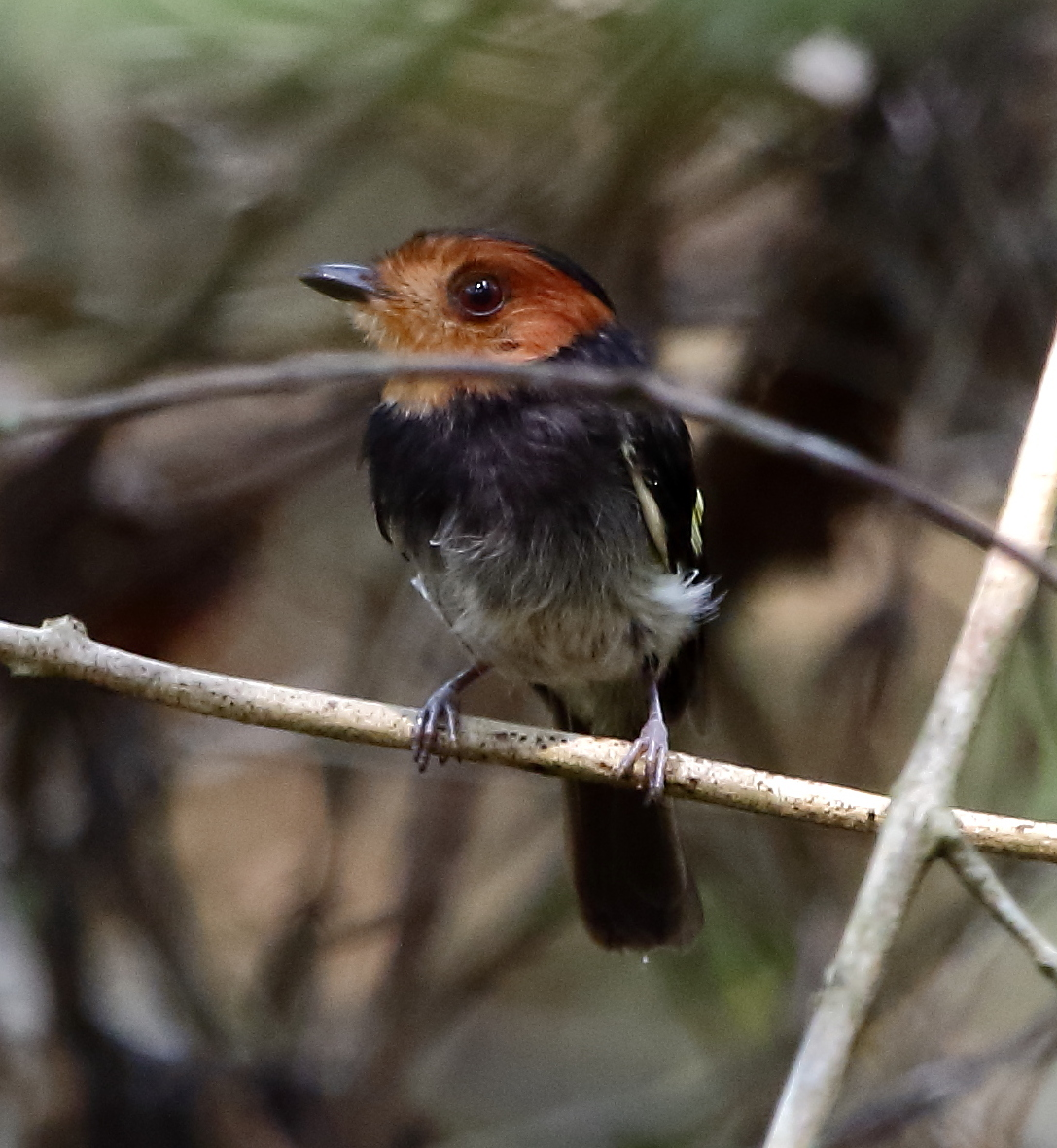

## Utbredning och systematik
Svartbröstad tyrann placeras som enda art i släktet Taeniotriccus. Den delas in i två underarter:
- Taeniotriccus andrei andrei – förekommer i tropiska sydöstra Venezuela och nordvästra Amazonområdet i Brasilien
- Taeniotriccus andrei klagesi – förekommer i östra Amazonområdet i Brasilien (utmed Rio Tapajós och Rio Xingu)

### Familjetillhörighet
Arten placeras traditionellt i familjen tyranner. DNA-studier visar dock att Tyrannidae består av fem klader som skildes åt redan under oligocen, pekar på att de skildes åt redan under oligocen, varför vissa auktoriteter behandlar dem som egna familjer. Svartbröstad tyrann med släktingar placeras då i Pipromorphidae.

## Levnadssätt
Svartbröstad tyrann hittas i undervegetation i fuktiga skogar, tät ungskog och säsongsmässigt översvämmad skog. Den föredrar områden med täta klängväxter eller bambu.

## Status och hot
Arten har ett stort utbredningsområde, men tros minska i antal, dock inte tillräckligt kraftigt för att den ska betraktas som hotad. Internationella naturvårdsunionen IUCN listar arten som livskraftig (LC).

## Namn
Fågelns vetenskapliga artnamn hedrar Eugène André (1861-1922), fransk naturforskare och samlare av specimen i Venezuela, Trinidad och Guyanaregionen 1891-1900.